# Carlo Cerri
Carlo Cerri (ur. 14 września 1610, zm. 14 maja 1690) – włoski kardynał, biskup Ferrary.
Pochodził z Rzymu, gdzie w 1629 ukończył studia prawnicze na uniwersytecie La Sapienza. Został audytorem kardynała Francesco Barberiniego, bratanka papieża Urbana VIII (1623-1644). Kardynał Barberini uczynił go kanonikiem bazyliki watykańskiej oraz swoim wikariuszem w Trybunale Apostolskiej Sygnatury Sprawiedliwości.
2 grudnia 1639 objął funkcję audytora trybunału Roty Rzymskiej; 15 października 1657 został jej dziekanem. Jako dziekan Roty Rzymskiej uczestniczył m.in. w procesach beatyfikacyjnych i kanonizacyjnych oraz w egzaminowaniu kandydatów na biskupów.
29 listopada 1669 papież Klemens IX (1667-1669) mianował go kardynałem prezbiterem, ale nie zdążył przed śmiercią (zm. 9 grudnia 1669) zakończyć obrzędów związanych z nominacją. Mimo to został dopuszczony do udziału w Konklawe 1669–1670. Wybrany wówczas papież Klemens X na konsystorzu 19 maja 1670 nadał mu kościół tytularny S. Adriano, a nadto mianował biskupem Ferrary i legatem apostolskim (namiestnikiem) w Urbino na trzyletnią kadencję. Przyjął sakrę biskupią 17 sierpnia 1670 z rąk kardynała Federico Sforza.
Carlo Cerri jako kardynał był członkiem Kongregacji ds. Obrzędów, Kongregacji ds. Kościelnych Immunitetów i Kongregacji Fabryki Świętego Piotra. Uczestniczył w konklawe 1676 i konklawe 1689, na obu był rozważany jako kandydat na papieża.
Zmarł w swym rzymskim pałacu w wieku 79 lat i 8 miesięcy.